# 2 Samuel 18
2 Samuel 18 es el decimoctavo capítulo del Segundo Libro de Samuel en el Antiguo Testamento de la Biblia cristiana o la primera parte de los Libros de Samuel en la Biblia hebrea. Según la tradición judía, el libro se atribuyó al profeta Samuel, con adiciones de los profetas Gad y Natán, pero muchos eruditos modernos lo ven como una composición de varios textos independientes de diversas épocas, desde el 630-540 a. C. aproximadamente.  Este capítulo contiene el relato del reinado de David en Jerusalén. Esto se encuentra dentro de una sección que comprende 2 Samuel 9-20 y continúa hasta 1 Reyes 1-2, que tratan de las luchas de poder entre los hijos de David para sucederle en el trono hasta que «el reino quedó establecido en manos de Salomón» (1 Reyes 2:46).

## Texto
Este capítulo fue escrito originalmente en el idioma hebreo. Está dividido en 33 versículos.

### Testigos textuales
Algunos manuscritos antiguos que contienen el texto de este capítulo en hebreo son de la tradición del Texto Masorético, que incluye el Códice de El Cairo (895), el Códice de Alepo (siglo X) y el Códice de Leningrado (1008). Se encontraron fragmentos que contienen partes de este capítulo en hebreo entre los Rollos del Mar Muerto, incluido el 4Q51 (4QSama; 100-50 a. C.) con los versículos 3-4, 9-10 y 12 existentes.
Entre los manuscritos antiguos existentes de una traducción al griego koiné conocida como la Septuaginta (originalmente realizada en los últimos siglos a. C.) se encuentran el Códice Vaticano (B; {\displaystyle \ ara{G}}B; siglo IV) y el Códice Alejandrino (A; {\displaystyle \ ara{G}}A; siglo V).

## Análisis
La historia de la rebelión de Absalón puede observarse como cinco episodios consecutivos:
A. La huida de David de Jerusalén (15:13-16:14)
B. El victorioso Absalón y sus consejeros (16:15-17:14)
C. David llega a Mahanaim (17:15-29)
B'. La rebelión es aplastada y Absalón es ejecutado (18:1-19:8abc)
A'. El regreso de David a Jerusalén (19:8d-20:3)
El papel de Dios parece estar subestimado en todos los acontecimientos, pero se revela en un detalle aparentemente insignificante: «el cruce del río Jordán». La raíz hebrea de la palabra' 'br, «cruzar» (en varias formas nominales y verbales) se utiliza más de 30 veces en estos capítulos (en comparación con las 20 veces en el resto de 2 Samuel) para informar de la huida de David de Jerusalén, su cruce del río Jordán y su regreso a Jerusalén. En 2 Samuel 17:16, donde se afirma que David debe cruzar el Jordán (17:16), el verbo «br» se refuerza incluso con un «infinitivo absoluto hebreo» para marcar este momento crítico: «el rey David está a punto de cruzar la frontera de la tierra de Israel». El futuro de David estuvo en duda hasta que se afirmó que Dios había hecho inútiles los buenos consejos de Ahitofel a Absalón (2 Samuel 17:14), concediendo así la oración de David (15:31) y salvando a David de las nuevas acciones de Absalón. Una vez derrotado Absalón, el cruce de David de nuevo sobre el Jordán se hace eco del primer cruce de los israelitas sobre el Jordán bajo el liderazgo de Josué (Josué 1-4):
1. Tanto David como Josué cruzaron el Jordán y llegaron a Gilgal (Josué 4:19; 2 Samuel 19:40).
2. Ambos fueron ayudados por mujeres que escondieron a los buenos espías para salvar la misión: Rahab en Josué 2:1-21 y la mujer de Bajurim en 2 Samuel 17:20.
3. En ambos episodios aparece el Arca de la Alianza, aunque David impidió que el arca saliera de la tierra de Israel (15:25; en referencia a las zonas al oeste del río Jordán).[15]

Aquí el papel de Dios no es tan explícito como durante la travesía de Josué, pero las señales son claras de que Dios estaba con David, al igual que con Josué.

## Muerte de Absalón (18:1-18)

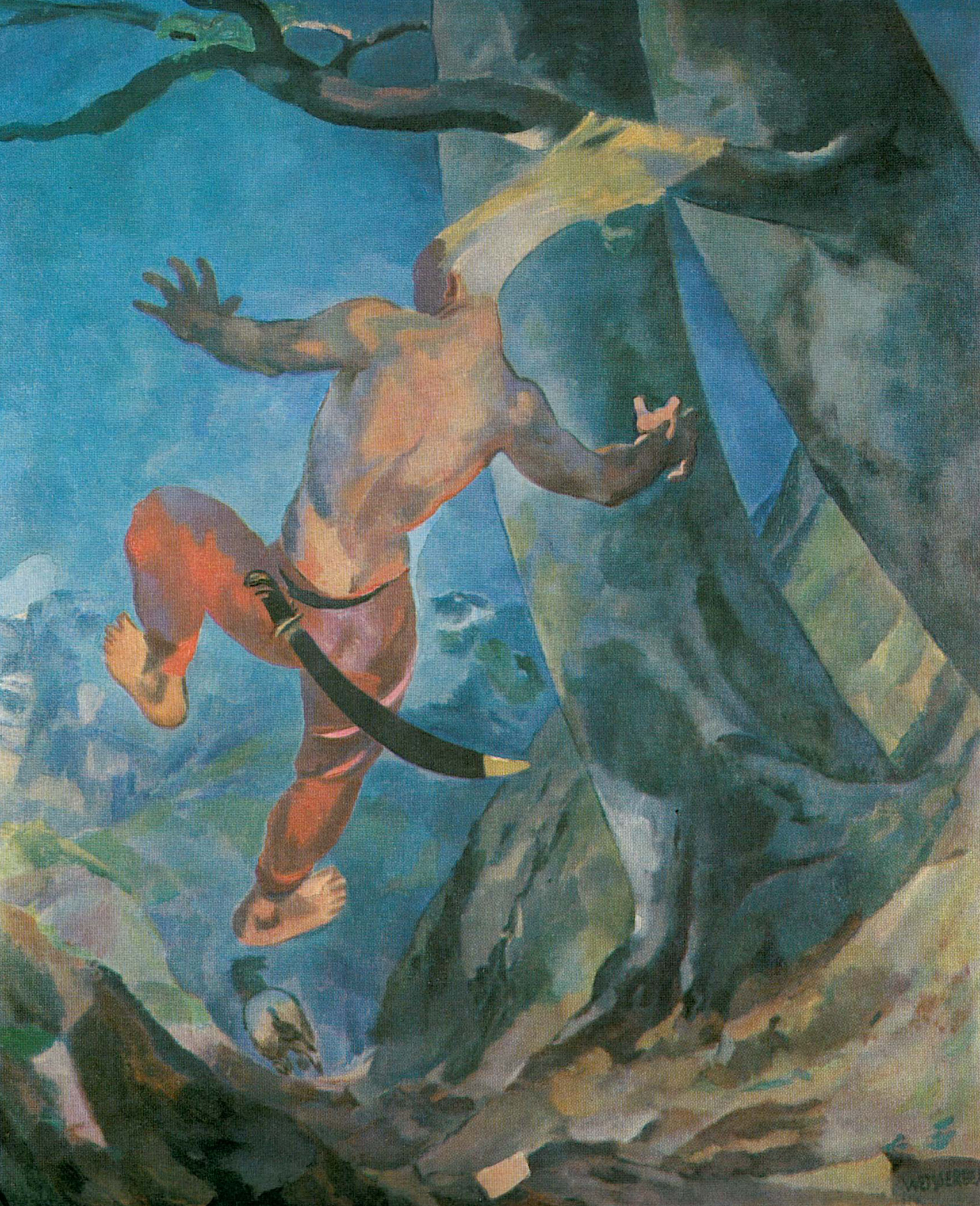
«Absalón» de Albert Weisgerber, 1912.

El acertado consejo de Hushai a Absalón le dio a David tiempo suficiente para organizar sus
tropas. Cuando llegó el momento de la batalla, David tenía tres grupos de ejército, que era una división tradicional en aquella época (cf. Jueces 7:16; 1 Samuel 11:11). Sus hombres impidieron a David marchar con ellos (versículo 3), para que no corriera peligro, como le sucedería más tarde a Absalón. La narración hace hincapié en que David no debería verse implicado en la muerte de Absalón, ya que no estaba con el ejército y dio instrucciones específicas a sus tres comandantes para que «trataran con delicadeza» a Absalón, que también fueron escuchadas por todo el pueblo. La batalla se describe brevemente: «los hombres de Israel», partidarios de Absalón, fueron derrotados por «los siervos de David», que estaban mejor situados para aprovechar el terreno boscoso, traicionero por los grandes hoyos, llamado «el bosque de Efraín» (versículo 17). Absalón
se convirtió en víctima del bosque, ya que su fenomenal melena (cf. 2 Samuel 14:26; cf. Josefo, Ant. 7 párrafo 239) quedó atrapada en las ramas de un árbol cuando su mula se abría paso por debajo de él, y «se quedó colgando» en el aire. A un hombre que informó de la situación de Absalón, Joab le ofreció inicialmente una recompensa por matar a Absalón, pero tenía tres buenas razones para negarse:
1. su falta de voluntad para matar al hijo de un rey
2. su obediencia al conocido deseo de David,
3. su comprensión de que Joab no lo protegería de la ira de David (versículos 12-13).[18]

Ignorando la orden de David de tratar con delicadeza a Absalón, el propio Joab le atravesó el corazón con tres lanzas a la vez y dejó que sus diez escuderos golpearan al príncipe hasta matarlo (versículo 15). Como el líder de los rebeldes estaba muerto, Joab suspendió las hostilidades, ya que no se trataba de una guerra entre pueblos, sino más bien entre individuos. Las tropas arrojaron el cadáver de Absalón a un pozo y lo cubrieron de piedras; no fue un entierro respetable (cf. Josué 7:26; 8:29), pero Absalón había erigido durante su vida un monumento conmemorativo en la zona de Jerusalén (versículo 18) y este monumento podría ser el relacionado con la Tumba de Absalón en el Valle de Cedrón. 

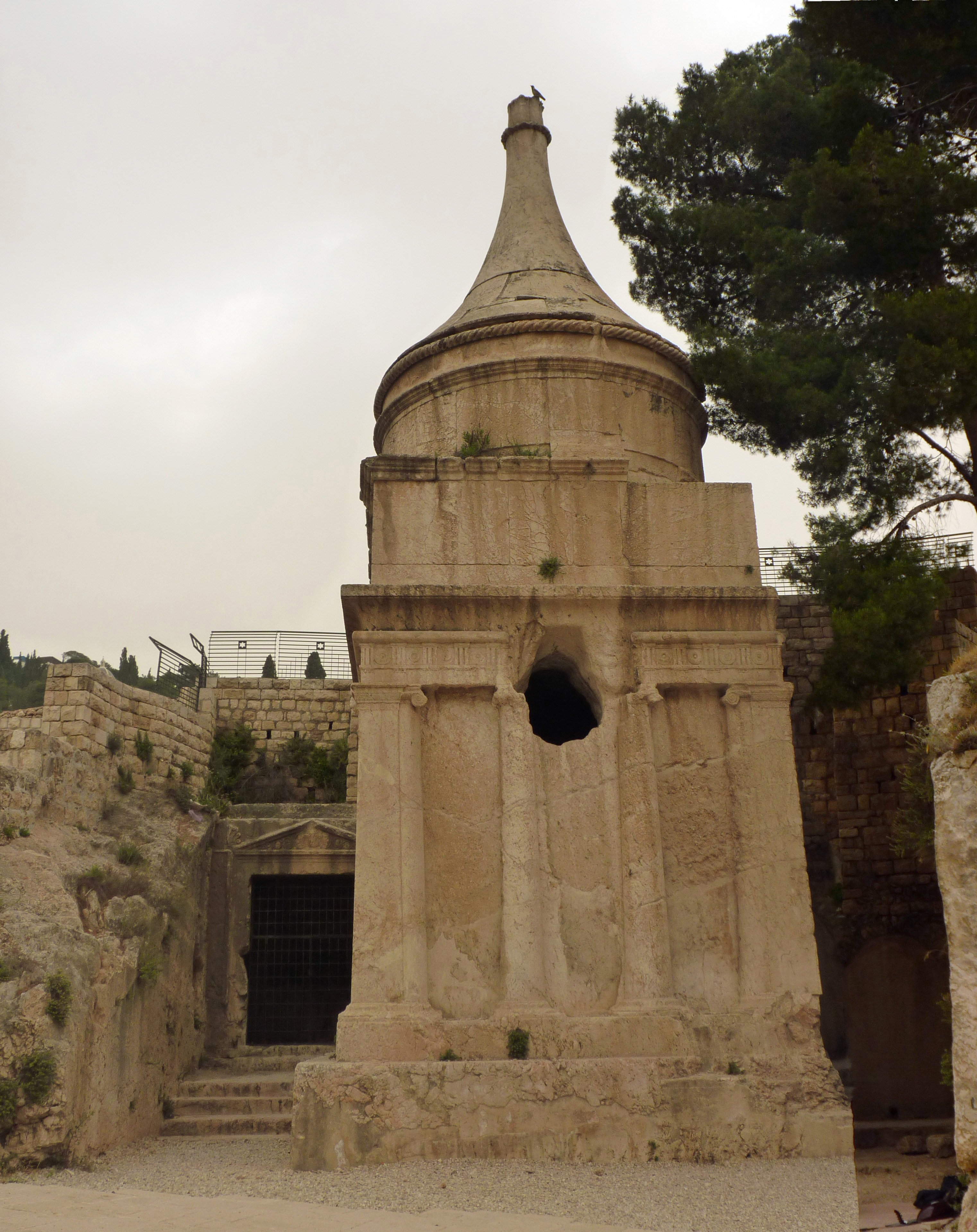
«Tumba de Absalón» o «Columna de Absalón» en el valle de Kidron, cerca de Jerusalén.

Versículo 18
En vida, Absalón se había hecho erigir un pilar, que está en el Valle del Rey. Pues decía: «No tengo hijo que mantenga el recuerdo de mi nombre». Llamó al pilar con su propio nombre. Y hasta el día de hoy se llama Monumento a Absalón.
- «Un pilar» o «monumento»[20]

## David lloró la muerte de Absalón (18:19-33)

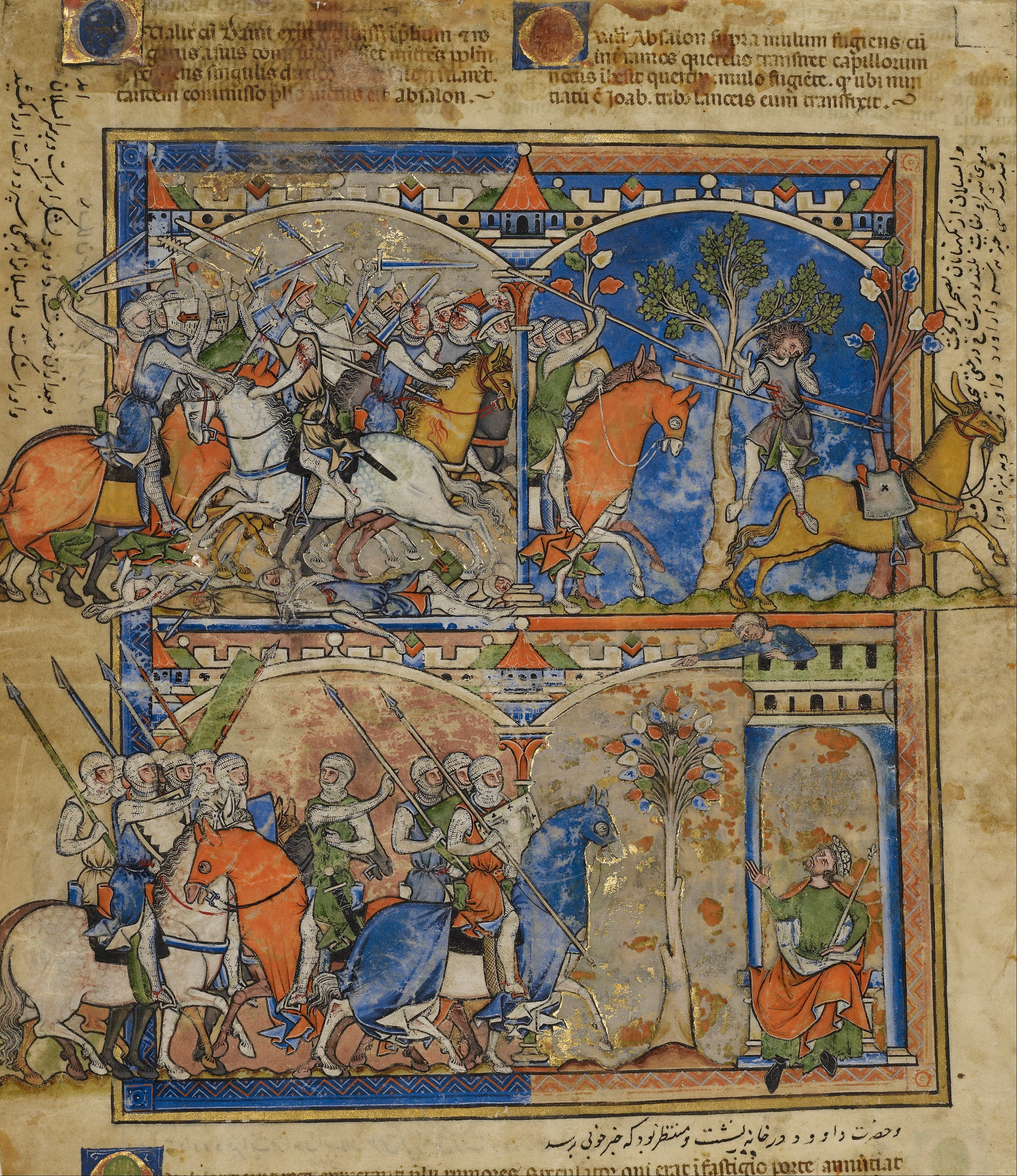
Arriba: «La muerte de Absalón». Abajo: «David espera ansiosamente noticias de la batalla, con la mirada dirigida hacia arriba a un sirviente, que señala a los jinetes que se acercan, y a la escena de la muerte de su hijo arriba». Una ilustración de la Biblia Maciejowski (década de 1240) en el Centro Getty

El siguiente drama trata de la transmisión del resultado de la batalla a David. Ahimaas, que no sabía de la muerte de Absalón (versículos 28-29), se ofreció y salió a llevar el mensaje, pero Joab no podía confiar en que Ahimaas hiciera ese informe tan positivamente como él desearía, así que Joab envió a otro mensajero, un cushita, para que hablara de buenas noticias a pesar de la muerte de Absalón. Ahimaas, que llegó primero, solo pudo informar de que «todo iba bien» para el bando de David, pero no pudo responder a la pregunta sobre Absalón. El cusita trajo las mismas buenas noticias, pero le dio la noticia de la muerte de Absalón con un sesgo positivo (versículo 32). El cusita trajo las mismas buenas noticias, pero le dio la noticia de la muerte de Absalón con un sesgo positivo (versículo 32). David entendió la noticia y comenzó un período de duelo por Absalón (versículo 33), que continúa en el siguiente capítulo.

### Comentarios sobre Samuel
- Auld, Graeme (2003). «1 & 2 Samuel».  En James D. G. Dunn and John William Rogerson, ed. Eerdmans Commentary on the Bible. Eerdmans. ISBN 9780802837110.
- Bergen, David T. (1996). 1, 2 Samuel. B&H Publishing Group. ISBN 9780805401073.
- Gordon, Robert P. (1999). I & II Samuel, A Commentary. Zondervan. ISBN 978-0310230229.
- Hertzberg, Hans Wilhelm (1964). I & II Samuel, A Commentary (trans. from German 2nd edition 1960 edición). Westminster John Knox Press. p. 19. ISBN 978-0664223182.
- Tsumura, David Toshio (2007). The First Book of Samuel. Eerdmans. ISBN 9780802823595.

### General
- Breytenbach, Andries (2000). «Who Is Behind The Samuel Narrative?».  En Johannes Cornelis de Moor and H.F. Van Rooy, ed. Past, Present, Future: the Deuteronomistic History and the Prophets. Brill. ISBN 9789004118713.
- Coogan, Michael David (2007).  Coogan, Michael David; Brettler, Marc Zvi; Newsom, Carol Ann et al., eds. The New Oxford Annotated Bible with the Apocryphal/Deuterocanonical Books: New Revised Standard Version, Issue 48 (Augmented 3rd edición). Oxford University Press. ISBN 978-0195288810.
- Fitzmyer, Joseph A. (2008). A Guide to the Dead Sea Scrolls and Related Literature. Grand Rapids, MI: William B. Eerdmans Publishing Company. ISBN 9780802862419.
- Halley, Henry H. (1965). Halley's Bible Handbook: an abbreviated Bible commentary (24th (revised) edición). Zondervan Publishing House. ISBN 0-310-25720-4. (requiere registro).
- Hayes, Christine (2015). Introduction to the Bible. Yale University Press. ISBN 978-0300188271.
- Jones, Gwilym H. (2007). «12. 1 and 2 Samuel».  En Barton, John; Muddiman, John, eds. The Oxford Bible Commentary (first (paperback) edición). Oxford University Press. pp. 196-232. ISBN 978-0199277186. Consultado el 6 de febrero de 2019.
- Klein, R.W. (2003). «Samuel, books of».  En Bromiley, Geoffrey W, ed. The International Standard Bible Encyclopedia. Eerdmans. ISBN 9780802837844.
- Knight, Douglas A (1995). «Chapter 4 Deuteronomy and the Deuteronomists».  En James Luther Mays, David L. Petersen and Kent Harold Richards, ed. Old Testament Interpretation. T&T Clark. p. 62. ISBN 9780567292896.
- Ulrich, Eugene, ed. (2010). The Biblical Qumran Scrolls: Transcriptions and Textual Variants. Brill.
- Würthwein, Ernst (1995). The Text of the Old Testament. Grand Rapids, MI: Wm. B. Eerdmans. ISBN 0-8028-0788-7. Consultado el 26 de enero de 2019.